# 新乌尔姆县
新乌尔姆县（Landkreis Neu-Ulm）是德国巴伐利亚州的一个县，隶属于施瓦本行政区，首府新乌尔姆。

## 華語譯名
由於兩岸對於德國行政區「Landkreis」翻譯的不同，台灣譯為「新烏姆郡」；中國大陸譯為「新乌尔姆县」。

## 地理
新乌尔姆县北面与巴登-符腾堡州的山地-多瑙县，东面与金茨堡县，南面与下阿尔高县，西面与巴登-符腾堡州的比伯拉赫县和乌尔姆市相邻。